# Gustav von Alvensleben
Gustav von Alvensleben (30 de septiembre de 1803 - 30 de junio de 1881) fue un general prusiano.

## Biografía

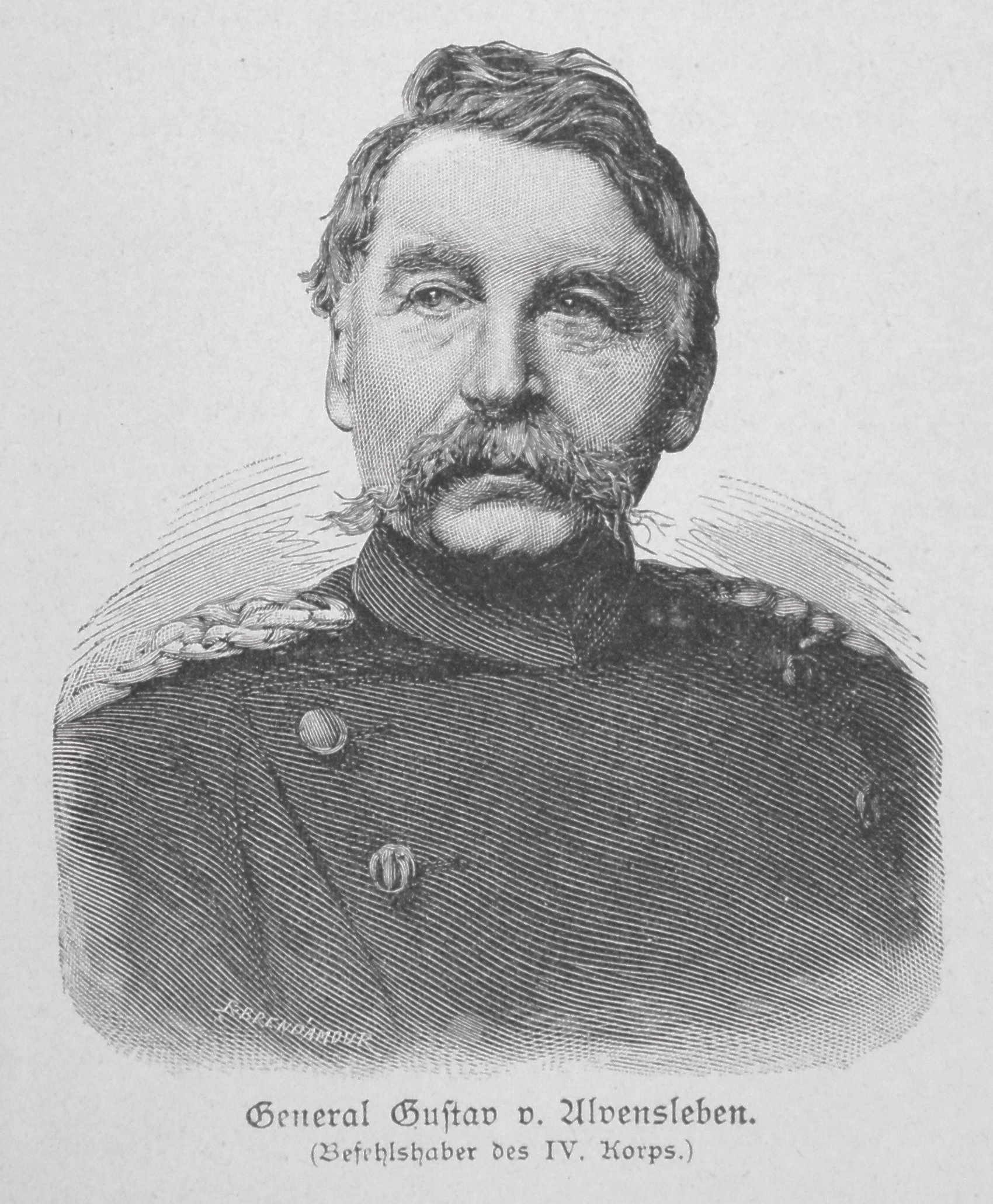
Gustav von Alvensleben por Richard Brend'amour.

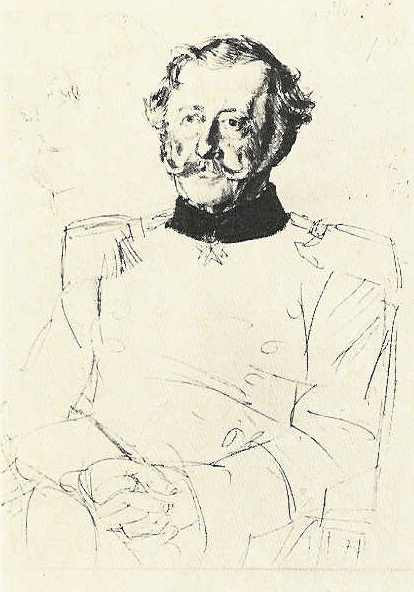
Gustav von Alvensleben (esbozo de Adolph Menzel).

Gustav von Alvensleben nació en Eichenbarleben y se alistó en el Ejército prusiano en 1821.
Alvensleben sirvió en el Regimiento n.º 1 de la Guardia del Kaiser Alexander. En 1849, Alvensleben fue jefe de las fuerzas prusianas contra la insurrección en Baden y, en 1850, fue ascendido a jefe del VIII Cuerpo de Ejército. 
Alvensleben fue nombrado gobernador militar de la provincia del Rin y de la provincia de Westfalia en 1854 y asistente personal de Guillermo I de Alemania en 1861. En este cargo, firmó la Convención Alvensleben con el Imperio ruso para coordinar la política rusa y prusiana a lo largo del Levantamiento de Enero en Polonia.
Sirvió en el cuartel general real en la guerra austro-prusiana de 1866 y lideró las negociaciones de paz con Jorge V de Hannover. El 30 de octubre de 1866, tomó el mando del IV Cuerpo de Ejército. En 1868, Alvensleben fue ascendido a General de Infantería y comandó el IV Cuerpo en las batallas de Beaumont y Sedán durante la guerra franco-prusiana.
Se retiró el 10 de octubre de 1872 y falleció el 30 de junio de 1881 en Gernrode, Sajonia-Anhalt.

## Honores
- Prusia:[4]
  - Caballero del Águila Roja, 4.ª Clase con Espadas, 1849; Gran Cruz (50 años) con Hojas de Roble y Espadas en Anillo, 18 de julio de 1871[5]
  - Cruz de Comandante de la Real Orden de Hohenzollern, 1861; con Estrella, 22 de marzo de 1863; con Espadas, 1866[5]
  - Cruz al Servicio
  - Cruz de Hierro (1870), 1.ª Clase con 2.ª Clase en Banda Negra[6]
  - Pour le Mérite (militar), 16 de junio de 1871[5]
- Anhalt: Gran Cruz de la Orden de Alberto el Oso, 18 de noviembre de 1864[7]
- Gran Ducado de Baden:[8]
  - Caballero de la Orden al Mérito Militar de Carlos Federico, 1849
  - Comandante del León de Zähringen, 2.ª Clase, 1849
- Reino de Baviera:[9]
  - Gran Cruz de la Orden al Mérito de San Miguel, 1864
  - Gran Cruz al Mérito de la Corona Bávara, 1865
  - Comandante de la Orden Militar de Max Joseph, 18 de octubre de 1870[10]
- Ducado de Brunswick: Gran Cruz de la Orden de Enrique el León[4]
- Ducados Ernestinos: Comandante de la Orden de la Casa Ernestina de Sajonia, 1.ª Clase, enero de 1861;[11] Grand Cross[4]
- Lippe: Cruz de Honor de la Orden de la Casa de Lippe, 2.ª Clase[4]
- Reino de Sajonia:[12]
  - Gran Cruz de la Orden de Alberto, 1867
  - Comandante de la Orden Militar de San Enrique, 1.ª Clase, 1870
- Schwarzburgo: Cruz de Honor de Schwarzburgo, 1.ª Clase[4]
- Reino de Wurtemberg: Gran Cruz de la Corona de Wurtemberg, 1864[13]
- Imperio austríaco:[14]
  - Comandante de la Orden de San Esteban de Hungría, 1859
  - Gran Cruz de la Orden imperial de Leopoldo, 1864
- Francia: Gran Oficial de la Legión de Honor[4]
- Países Bajos: Gran Cruz del León Neerlandés[4]
- Luxemburgo: Gran Oficial de la Corona de Roble[4]
- Reino de Portugal: Gran Cruz de la Orden de Avis[4]
- Imperio ruso:[4]
  - Caballero de San Jorge, 4.ª Clase, 27 de diciembre de 1870[15]
  - Caballero de San Alejandro Nevski
  - Caballero de San Vladimir, 2.ª Clase